# Victor Mees
Victor Mees (Schoten, 26 gennaio 1927 – 11 novembre 2012) è stato un calciatore belga, di ruolo centrocampista.

## Carriera

### Anversa
Comincia la sua carriera professionistica nelle file dell'Anversa squadra di cui sarà bandiera militando per quasi vent'anni tra il 1945 ed il 1964 collezionando 554 partite e 36 reti.
Con lui l'Anversa ha raggiunto per ben sei volte il podio (quattro secondi posti e due terzi posti). Inoltre la squadra non è mai retrocessa concludendo, nella stagione "peggiore", al dodicesimo posto. L'Anversa di Mees è arrivata per quattro volte in sesta posizione.
Ha partecipato alla Champions League del 1958 perdendo contro i campioni in carica e successivamente anche vincitori del Real Madrid 2-5 (1-2 ad Anversa 3-1 a Madrid)

### Nazionale
Ha partecipato con la Nazionale belga ai Mondiali 1954. È stato chiamato 62 volte dalla Nazionale tra il 1949 e il 1960 e ha realizzato 3 reti.

## Palmarès

### Club
- Coppa del Belgio: 1

Anversa: 1954-1955
- Campionato belga: 1

Anversa: 1956-1957

### Individuale
- Calciatore belga dell'anno: 1

1956